# Billie Leyers
Billie Leyers (Bornem, 12 oktober 1994) is een Belgische singer-songwriter. Ze is een dochter van Jan Leyers.

## Carrière
Billie Leyers is de derde dochter van Anne Meunier en muzikant-filosoof Jan Leyers. Ze heeft drie zussen: Dorien, Ella en Olga. Haar grootvader was Hugo Leyers.
Op 5-jarige leeftijd begon ze met klassiek pianospelen en de muziekschool. Komende uit een talrijk en kunstzinnig gezin, kreeg ze al van jongs af aan een muzikale injectie toegediend. Na haar humaniora Latijn-Grieks op het Koninklijk Lyceum van Antwerpen, studeerde zij Muziekproductie aan het Conservatorium van Gent. 
Leyers begon haar muzikale solocarrière door op 7 maart 2015 haar eerste single getiteld I Will Never (Igidigidaga) uit te brengen. In de zomer van 2015 was Leyers in heel Vlaanderen te zien op verschillende festivals en evenementen. Op 9 en 10 oktober 2015 stond zij als voorprogramma in de Lotto Arena.
Op 22 februari 2016 bracht Leyers de single Back Into Life uit onder de artiestennaam Maple Black. In 2017 sprak ze de stem in van Smurflili in de film Smurfs: The lost village. Daarnaast sprak ze ook de stem in van de olifant Meena in de animatiefilms Sing en Sing 2. 
Vanaf het najaar van 2017 was Leyers gedurende twee seizoenen de hulpcoach van Alex Callier in de tv-talentenjacht The Voice van Vlaanderen. Daarna was ze dit gedurende één seizoen ook voor Tourist LeMC.  
Ze zong al backing vocals in de studio voor Faces On TV, Warhaus, Admiral Freebee, Senne Guns, Bart Peeters, Soulsister, Yong Yello en Mauro Pawlowski. Als pianiste toerde ze al met Hooverphonic. 
In mei 2023 kwam Leyers samen met haar partner Jasper Maekelberg naar buiten met een nieuw muzikaal project genaamd OYESONO. Hiermee speelden ze op 15 oktober 2023 voor een uitverkochte AB Club. Zij brachten intussen twee singles uit, Feel It Coming en Bad News First. Leyers regisseerde hiervoor beide videoclips zelf.   

## Discografie

### Singles
| Single met hitnotering(en) in de Vlaamse Ultratop 50 | Datum van verschijnen | Datum van binnenkomst | Hoogste positie | Aantal weken | Opmerkingen |
| ---------------------------------------------------- | --------------------- | --------------------- | --------------- | ------------ | ----------- |
| I Will Never (Igidigidaga)                           | 2015                  | 07-03-2015            | tip20           | -            |             |
| One Shot                                             | 2015                  | -                     | -               | -            |             |
| Back Into Life                                       | 2016                  | -                     | -               | -            |             |

Met OYESONO:
Singles:
- Feel It Coming (2023)
- Bad News First (2023)
- Jenna (2024)

EP:
Oh Yes (2024) 